# Transformatorenhaus Universitätsring

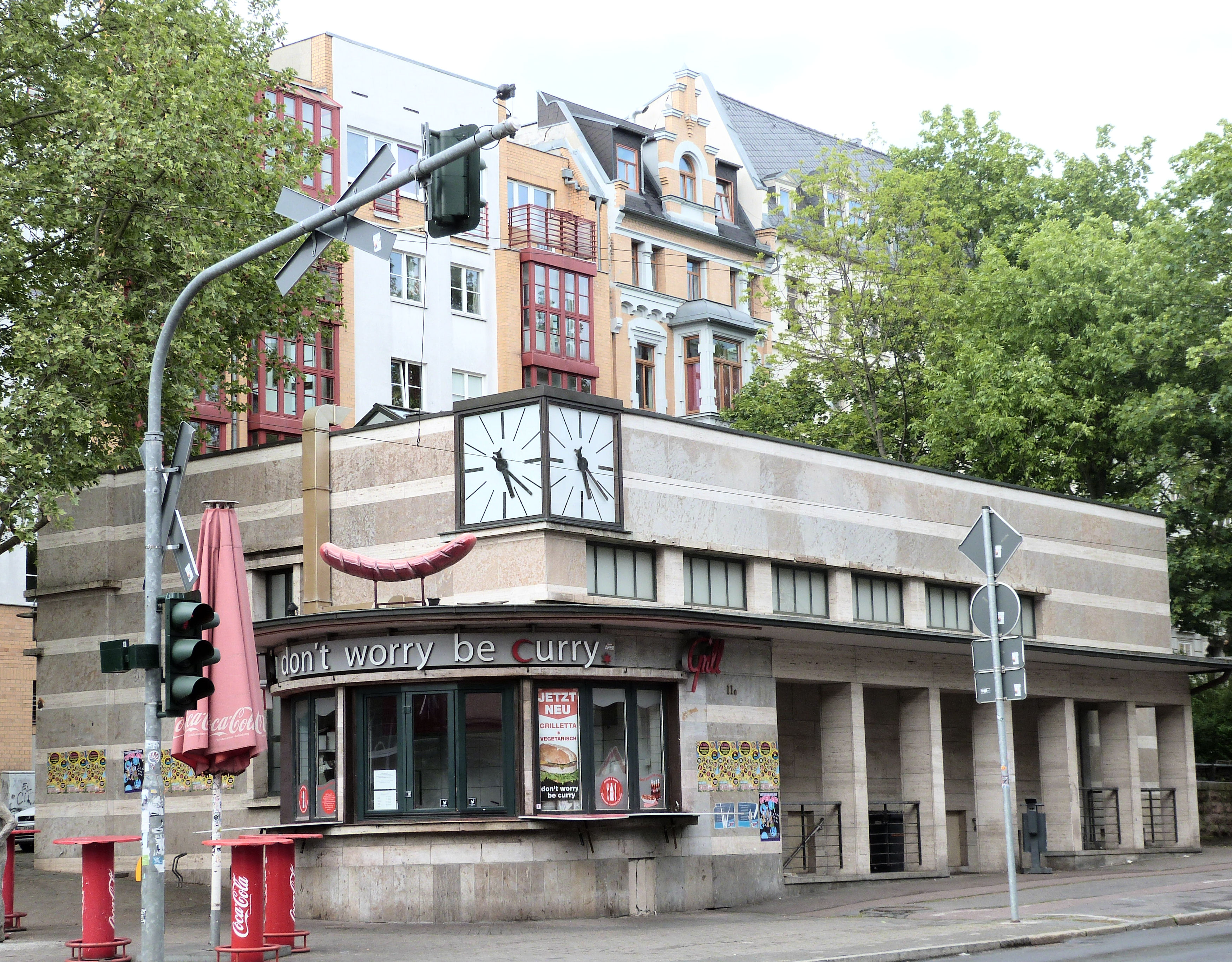
Transformatorenhaus Universitätsring

Das Transformatorenhaus Universitätsring ist ein für das Stromnetz der Stadt Halle (Saale) errichtetes Gebäude, das unter Denkmalschutz steht.

## Geschichte
Für alle größeren Transformatorenhäuser und Umspannwerke, die der hallesche Stadtbaurat Wilhelm Jost in den 1920er-Jahren im Auftrag der Werke der Stadt Halle AG (WEHAG) für die Stromversorgung der Stadt entwarf, lässt sich mindestens eine Nebennutzung nachweisen. Diese diente aber nicht nur wirtschaftlichen Interessen, sondern hatte auch das Ziel, der Bevölkerung die Angst vor dem „Stromhäuschen“ im Wohnviertel zu nehmen, da sie anfangs recht geräuschintensiv waren. Gleich mehrere solcher Nebennutzungen erhielt das Transformatorenhaus am Universitätsring. Es besaß zum einen – wie auch das Umspannwerk Stadtpark – eine öffentliche Bedürfnisanstalt mit Erste-Hilfe-Station, zum anderen – wie etwa auch das Transformatorenhaus Moritzzwinger – einen Kiosk. Dieser Kiosk wird mittlerweile als Imbissbude genutzt. Des Weiteren befand sich hier eine Telefonzelle.
Die Transformatorenstation wurde in den Jahren 1928 und 1929 nördlich der Altstadt am Übergang zur Neumarkt-Vorstadt erbaut, um die Umstellung von Gleichstrom auf Wechselstrom zu ermöglichen und die Stromversorgung zu dezentralisieren. Hier – an der Ecke des Universitätsrings zur Geiststraße – existierte eine Freifläche mit einer historistischen Bedürfnisanstalt, die als großer Rundbau gestaltet war, so dass sich nach dem Abriss dieses Gebäudes ausreichend Platz für den Neubau bot. Im Jahr 1994 wurde das Gebäude rekonstruiert, da das Dach undicht war und die Fassade bröckelte. Im Folgejahr wurde neue Technik eingebaut, so dass die Weiternutzung garantiert war. 1998 wurde das äußere Erscheinungsbild des Gebäudes erneut saniert.

## Baubeschreibung
Das eingeschossige Backstein-Gebäude wurde mit Kalkstein verblendet. Durch die Wahl verschiedener Farben entsteht eine Bänderung, mit der Jost eine horizontale Gliederung erreichte. Der gläserne Kiosk wurde als Erker im Südwestbereich angeordnet, die Toilettenanlage ins Kellergeschoss verlegt. Das Transformatorenhaus erhielt ein Flachdach. Als Besonderheit des Bauwerks gilt die Uhr, die die „erste Synchronuhr der Stadt nach AEG-System“ war und die Zeit in zwei Richtungen anzeigt. Gesteuert wurde sie von Trotha aus. Die Südseite zum Universitätsring hin wird durch die Säulen des Portikus geprägt, die den Eingang zum Kellergeschoss markieren. Darüber befinden sich fünf rechteckige Fenster. Der als Pfeilerhalle gestaltete Portikus ist mit dem Anbau verbunden. Zwischen beiden Elementen befand sich die Telefonzelle. Sie ist nicht erhalten und die Bedürfnisanstalt auch nicht mehr öffentlich zugänglich. Auf expressionistische Elemente, die sich bei allen anderen „Stromhäuschen“ Josts dieser Zeit finden (etwa das Transformatorenhaus Rudolf-Breitscheid-Straße, das Transformatorenhaus Huttenstraße oder das Umspannwerk Bruckdorf), wurde gänzlich verzichtet.
Das Transformatorenhaus ist als Baudenkmal im Denkmalverzeichnis mit der Erfassungsnummer 094 15224 eingetragen.